# Fred Fish
Fred Fish (4 de noviembre de 1952 - 20 de abril de 2007) fue un programador estadounidense que destacó por su notable trabajo en el GNU Debugger y la serie de discos "Fish" para el Amiga.
Los discos de Fish o "Fish Disks" (término acuñado por Perry Kivolowitz Jersey en un encuentro del Grupo de Usuarios de Amiga) estaban repletos de software de dominio público y de software libre exclusivo para Amiga.
Estas compilaciones de software se realizaron desde el año 1986 hasta el año 1994.
Los discos de Fish se convirtieron en todo un referente para los usuarios de Amiga a nivel mundial y a pesar de que se dejaron de realizar hoy son una grandiosa fuente de información donde se puede trazar la creciente sofisticación del software de amiga de aquellos años.
La forma de distribuir estos discos era a través del correo puesto que Internet aún no era popular fuera de los círculos militares y universitarios.
Los discos de Fish se distribuyeron también en tiendas de computadoras Commodore Amiga y también de los diferentes clubs de usuarios entusiastas de Amiga.
Los diferentes volúmenes solían venir en paquetes de 5 discos cada dos meses y el total de discos realizados es de 999.
En su día era posible suscribirse anualmente por una cantidad de 50 dólares por año y te enviaban a casa las compilaciones.
Con la popularidad que comenzó a tener Internet a principios de los años 90 y la aparición de las primeras grabadoras de CD fue posible encontrar estos discos en CD colgados en servidores FTP por Internet y sueltos en las BBS.
Existen 2 catálogos para poder buscar el software que uno desea, estos catálogos son "el Aquarium" y "el King fisher".
Fred Fish murió de un ataque a corazón en su casa de Idaho el Viernes 20 de abril del año 2007 a la edad de 54 años